# James Situma
James Wakungu Situma (Ndivisi, 11 novembre 1984) è un ex calciatore keniota, di ruolo centrocampista.

## Palmarès

### Club

#### Competizioni nazionali
- Kenyan Premier League: 2

Sofapaka: 2009
Tusker: 2016
- Coppa d'Albania: 1

Tirana: 2011-2012
- Supercoppa d'Albania: 1

Tirana: 2011